# Гайле, Георгий Иванович
Георгий Иванович Га́йле (латыш. Georgijs Gaile; 14 апреля 1905 — 25 августа 1968) — советский хозяйственный, государственный и политический деятель.

## Биография
Родился в 1905 году в Санкт-Петербурге. Латыш. Член КПСС с 1929 года.
Трудовую деятельность начал в 1918 году рабочим в свинцово-прокатной мастерской, затем рабочим исполкома Московского района Ленинграда.
С 1925 года работал на заводе «Электросила» в Ленинграде обмотчиком, начальником подотдела материального снабжения, начальником подотдела материального планирования и начальником производства. В 1935 году без отрыва от производства окончил Ленинградский политехнический институт по специальности инженер-электрик.
В 1938 году был арестован органами НКВД, с июня 1938 по ноябрь 1939 года находился в заключении, где заболел туберкулёзом. Был реабилитирован.
В октябре 1941 года эвакуирован в Свердловск, где до 1944 года работал начальником производства и главным инженером завода № 659 «Уралэлектроаппартат».
В октябре 1944 года назначен директором Рижского электротехнического завода «ВЭФ», наладил производство на восстановленном заводе, участвовал в восстановлении Кегумской ГЭС. Георгий Иванович организовал строительство для рабочих завода новых жилых домов, больницы, поликлиники, детского сада, плавательного бассейна и дворца культуры. В 1950 году на базе цеха по производству электрических ламп ВЭФа был создан Рижский электроламповый завод.
Первый заместитель председателя (1957—1958) и председатель Совнархоза Латвийской ССР (1958—1965), заместитель председателя Совета Министров Латвийской ССР (1965—1967).
Избирался депутатом Верховного Совета СССР 6-го созыва, Верховного Совета Латвийской ССР 2-го — 7-го созывов. Член ЦК КПЛ (1949—1960, с 1961).
Делегат XXII съезда КПСС. С 15 сентября 1967 года — советник Совета Министров Латвийской ССР.
Умер в Риге 25 августа 1968 года, похоронен на кладбище Райниса.

## Награды
- орден «Знак Почёта» (25.03.1942)
- три ордена Трудового Красного Знамени (15.03.1943; 31.05.1946, 1950)
- орден Ленина (13.04.1965)
- Заслуженный деятель науки и техники Латвийской ССР (1948)
- Государственная премия Латвийской ССР (1957)
- медали
- Почётные грамоты Президиума Верховного Совета Латвийской ССР

## Память
- 26 апреля 1969 года улица Унияс в Риге была переименована в улицу Георгия Гайле. Историческое название возвращено в 1990 году.
- Имя Г. Гайле в советское время носило Рижское 2-е техническое училище (ныне Рижский технический колледж).